# Ziordia
Ziordia è un comune spagnolo di 381 abitanti situato nella comunità autonoma della Navarra.